# National Bureau of Economic Research
Il National Bureau of Economic Research (NBER) è un'organizzazione no-profit statunitense di ricerca in campo economico-finanziario. Negli anni si è imposto come autorevole ente che definisce ufficialmente le recessioni economiche degli Stati Uniti.

## Descrizione
L'organizzazione viene fondata nel 1920 da Wesley Mitchell. Nel 1934 l'economista Simon Kuznets fu chiamato a definire e quantificare il reddito nazionale statunitense (e gli altri indici economici statistici correlati), su impulso delle teorie di John Maynard Keynes che si andavano diffondendo durante la grande depressione.

### Attività
L'azione dell'NBER si articola principalmente in 20 programmi di ricerca in differenti aree economico-sociali e 14 gruppi di lavoro. Sono oltre 120 le conferenze annuali che l'NBER indice per sensibilizzare e informare l'opinione pubblica riguardo all'andamento dei propri programmi di ricerca e dei risultati ottenuti. In un rapporto dell'Università della Pennsylvania del 2010, l'NBER fu classificato come il 2° think tank più influente al mondo.

### Studio delle recessioni
L'NBER è, però, ben più noto e citato anche a livello pubblico per la definizione di ogni recessione economica statunitense, tanto da essere diventato l'ente più autorevole nell'individuazione e designazione del periodo di durata delle stesse.
Grazie a un'idea originatasi nel 1974 (durante la prima crisi petrolifera) in un articolo del New York Times e da precedenti impulsi di ricerca degli anni '60, l'NBER giunse a enucleare dei criteri specifici per definire ufficialmente una recessione economica come tale, sebbene nel corso del tempo la definizione nell'immaginario collettivo si sia ridotta alla sola diminuzione del PIL per due trimestri consecutivi.
Tale definizione di recessione ha alle volte generato delle criticità.